# Johannes Cassianus

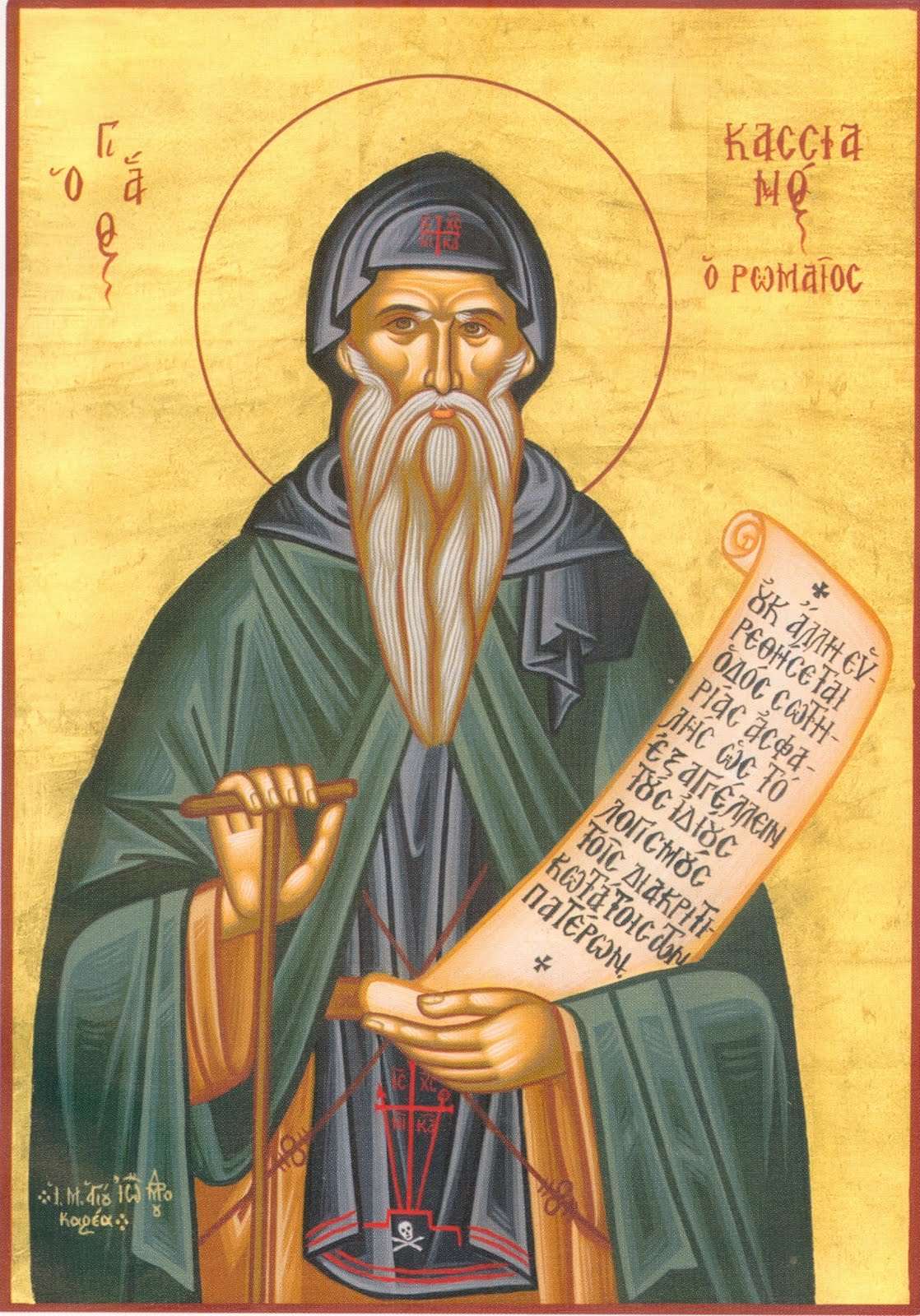
Johannes Cassianus

Johannes Cassianus (Dobroedzja, ±360/370 – Massilia, ±435) was een monnik uit het vroege christendom en een van de woestijnvaders. Hij verspreidde het monachisme in het westen.

## Leven
Cassianus was vermoedelijk afkomstig uit Scythia Minor en heeft tijdens zijn leven veel gereisd. Als jongeman vertrok hij met zijn vriend Germanos naar Bethlehem. Ze werden er monnik in het Sint-Hilarionklooster en gingen dan naar Egypte om er het vurige monachisme te bestuderen. Daarna trokken ze naar Constantinopel, waar Cassianus door aartsbisschop Johannes Chrysostomos tot diaken werd gemaakt. Toen Chrysostomos door de Synode van de Eik werd afgezet en verbannen, gingen ze in 404 eerherstel bepleiten in Rome bij paus Innocentius I. Cassianus werd priester gewijd en vervulde diplomatieke opdrachten.
Na de dood van Germanos in 416 trok Cassianus naar Zuid-Gallië en stichtte er twee kloosters in de buurt van Marseille: de abdij Saint-Victor voor mannen en de Sint-Salvatorabdij voor vrouwen. Hij is ook de auteur van de regel voor deze gemeenschappen, die werd aanbevolen door Benedictus van Nursia. Daarnaast is hij de auteur van het werk Collationes. Dit werk bestaat uit 24 gesprekken tussen kluizenaars en monniken in Egypte over spirituele en andere onderwerpen. Het is beïnvloed door Evagrius van Pontus en Origines, maar hij noemt hen niet omdat hun ideeën als heterodox golden. Op last van paus Leo de Grote schreef hij rond 430 een boek tegen Nestorius en de nestorianen.
Johannes Cassianus was een tijdgenoot van Pelagius (ca. 360-435) en wordt soms tot het semipelagianisme gerekend.

## Publicaties
- De institutis coenobiorum et de octo principalium vitiorum remediis, 12 dln. (Kloosterinstellingen en remedies tegen de acht grootste ondeugden)
- Conlationes (Gesprekken)
- De incarnatione Domini contra Nestorium (Over de menswording van de Heer tegen Nestorius)

## Nederlandse vertalingen
- Joannes Cassianus, Gesprekken (I-X), vert. A. van de Kar, Bilthoven, Nelissen, 1968
- Joannes Cassianus, Gesprekken (XI-XXIV), vert. A. van de Kar, Brugge, Tabor-Vught, Richt, 1982
- Johannes Cassianus, Instellingen. Leven en streven van monniken, vert. Ida Vanbrabant, Bonheiden, Abdij Bethlehem, 1984